# Ребер, Гроут
Гроут Ребер (англ. Grote Reber) — астроном-любитель и один из основоположников радиоастрономии.

## Биография
Гроут Ребер родился в Уитоне, пригороде Чикаго. В 1933 году он получил в Арморовском технологическом институте (ныне Иллинойсский технологический институт) степень радиоинженера.
Гроут был радиолюбителем (ex-W9GFZ) и работал на различных радиопроизводителей в Чикаго с 1933 года по 1947-й. Интерес к радиоастрономии возник у него после знакомства в 1933 г. с работами Карла Янского о радиоизлучении неба. Он обратился в «Белл лэбс» где работал в то время Янский, но получил отказ, так как это были времена Великой Депрессии, и свободных рабочих мест не было.
Тогда Ребер решил построить собственный радиотелескоп на заднем дворе своего дома в Уитоне. Первый в мире радиотелескоп представлял собой параболическое зеркало из металла диаметром 9,5 метров, собирающее сигнал на радиоприёмник, находящийся в 8 метрах над зеркалом. Конструкция была установлена на стойке и могла наклоняться (но не вращаться), тем не менее её можно было направить в любую точку неба. С помощью своего устройства Гроут Ребер составил первую карту неба Северного полушария в радиодиапазоне.
С конца 1950-х и до самой смерти 20 декабря 2002 года Ребер жил на австралийском острове Тасмания, где продолжал заниматься астрономическими радионаблюдениями.

## Награды
В число наград входят:
- Медаль Кэтрин Брюс (1962)
- Премия Генри Норриса Рассела (1962)
- Медаль Эллиота Крессона (1963)
- Лекция Карла Янского (1975)
- Медаль Джексон-Гвилт (1983).

## В его честь названы
- Астероид 6886 Grote
- Медаль Гроута Ребера[4]
- Открытый 20 января 2008 года музей радиообсерватории Маунт Плезант[5]
- Фонд Гроута Ребера
- Медаль Гроута Ребера